# Quic-en-Groigne
 (août 2024).
Le groupe Quic en Groigne de Saint-Malo est un ensemble breton de danses et musiques traditionnelles regroupant un bagad, un cercle celtique et un orchestre. Le bagad est affilié à la fédération Bodadeg ar Sonerion et le cercle à la confédération Kenleur (cercle anciennement affilié la Confédération War 'l Leur). Les sonneurs malouins évoluent en quatrième catégorie depuis 2021 (après avoir longtemps été en première catégorie) et les danseurs en catégorie Excellañs.

## Histoire
C'est en 1951 que fut créé le Bagad Quic en Groigne, rejoint en 1952 par les danseurs et danseuses du « Groupe Folklorique de la Côte d'Émeraude ».  Le nom Quic en Groigne en vieux français signifie « qui qu'en grogne ». Ce fut adressée par la Duchesse Anne de Bretagne (« Quic en groigne, ainsy sera, c'est mon plaisir ! ») aux habitants de Saint-Malo qui refusaient la construction d'une nouvelle tour au château de Saint-Malo pour surveiller la vieille ville. 
L'année 1968 marque l'accession du cercle à la première catégorie de la fédération de danse Kendalc'h et l'entrée du bagad en seconde catégorie de la fédération BAS. On compte aussi à cette époque dans le groupe un ensemble de joueuses de vielle, appelée Herquelée.
Pendant les années 1970, les membres partent ensemble présenter leurs spectacles de musique et danse en Angleterre, au Québec, aux États-Unis ou encore en Guadeloupe.
Dans les années 1990, la Herquelée se transforme en orchestre et le bagad et le cercle travaillent dès lors en plus étroite collaboration sur les spectacles. À la fin de cette décennie, un groupe enfants et une section danse loisirs sont mis en place.

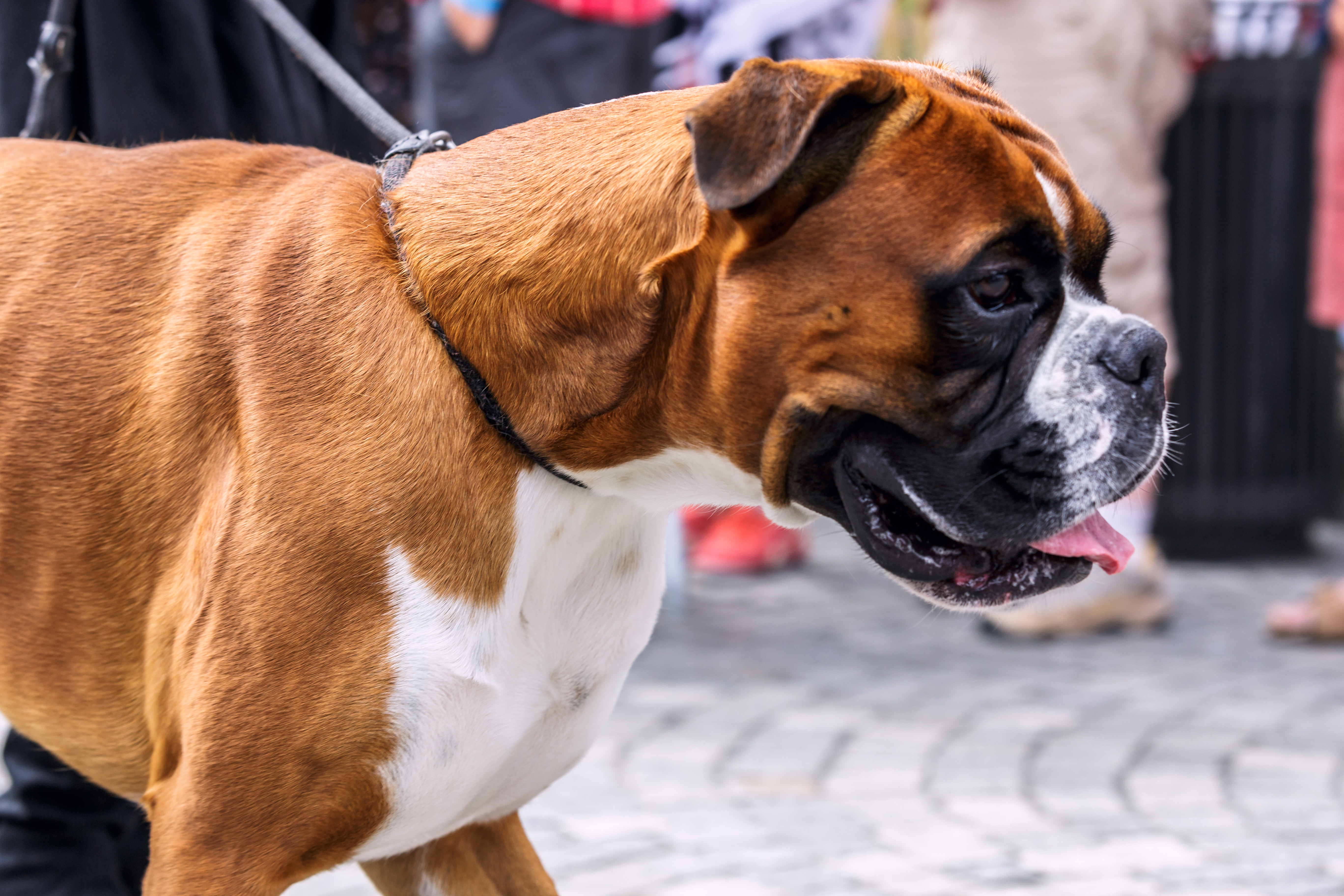
Le chien du guet défilant avec le groupe à Quimper en 2016.

Début des années 2000, le cercle décroche pour la première fois seul le titre de Champion de Bretagne de la fédération de danse War'l leur et le bagad accède à la catégorie Maout qui représente l'élite de la musique bretonne.
Le cercle remporte le prix du défilé au Festival de Cornouaille 2007 à Quimper (« attribué à un groupe pour sa prestation lors du traditionnel défilé dans les rues de la ville ») puis le Trophée Gradlon lors de l'édition 2013, remis en mains propres par la célèbre chanteuse bretonne Louise Ebrel. En août 2019, le cercle reçoit le Prix Coup de Cœur Défilé à Concarneau au Festival des Filets bleus, puis le Prix Défilé lors de ce même festival en 2022.
Avant la fusion des deux anciennes Confédérations Kendalc'h & War 'l Leur qui donnera naissance à Kenleur, le Cercle de Saint-Malo est sacré Champion de Bretagne War 'l Leur en 2019, devenant ainsi le dernier groupe à décrocher ce titre. Lors du nouveau Championnat de Bretagne Kenleur en 2022, réunissant dorénavant la totalité des cercles celtiques de Bretagne, les Malouins se classeront vice-champions[réf. souhaitée].

## Les différentes sections

### L'association
Les répétitions et les cours ont lieu au local de l'association situé au 18 rue Henri Barbot à proximité de l'hippodrome de Marville à Saint-Malo. Il comprend une salle de danse, une salle de musique, deux salles de réunion, un atelier de confection et un foyer avec un bar. C'est également dans ce local qu'ont lieu les soirées, réceptions et assemblées du groupe.
Le symbole du groupe est le chien du guet, représenté par une tête de dogue stylisée. Les chiens du guet étaient des molosses lâchés à la tombée de la nuit dans les ruelles de la cité corsaire pour éviter les vols et les pillages.

### La musique

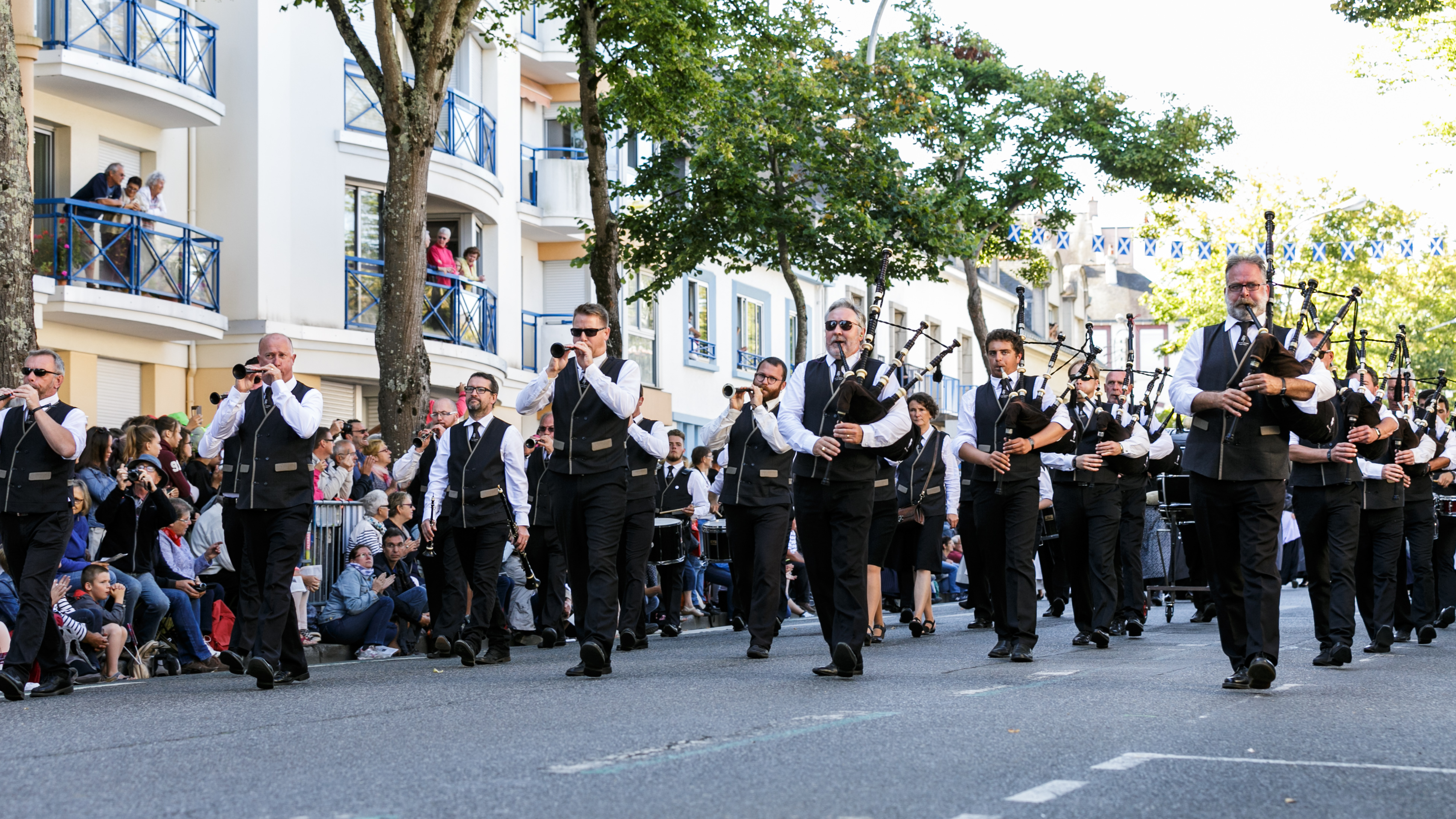
Le bagad pour la grande parade du festival interceltique de Lorient 2017.

Le Bagad Quic-en-Groigne, comme tous les ensembles bretons, est composé de 3 pupitres : bombarde, cornemuse écossaise et caisse claire / percussions. Sur scène, il accompagne les danseuses et danseurs du cercle celtique principalement pour les suites de danses de Basse-Bretagne. Lors de certaines prestations, le bagad s'enrichit d'une basse, d'une guitare électrique, d'une batterie et d'une contrebasse. De 2003 à 2017, l'écriture musicale du bagad est confié au contrebassiste Julien Le Mentec. Il a alors la tâche de composer deux suites musicales par an (d'une durée allant de 10 à 12 minutes), en variant les terroirs. Ces suites sont joué par le Bagad lors des deux manches du championnat national des bagadoù (la première lors du concours d'hiver, se déroulant généralement à Brest, et la deuxième, lors du concours d'été, dans le cadre du Festival interceltique de Lorient).  
Quic-en-Groigne était depuis 1981 et jusqu'en 2017 le seul bagad de Haute-Bretagne à évoluer en première catégorie de la fédération Bodadeg ar Sonerien (si l'on exclu le bagad Saint-Nazaire), à la suite de la montée, en 2018, du bagad Cesson-Sévigné. Le bagad de Saint-Malo connait à l'issue du concours de 2015, une descente en seconde catégorie. Il arrive à réintégrer la catégorie maîtresse en 2017, en terminant premier des deux manches du concours, et donc du championnat de 2016.  Depuis la période difficile de l'épidémie de Covid, le Bagad évolue en 4ème catégorie A.
Le Bagadig est la section de formation pour les musiciens débutants qui peuvent ainsi travailler leur technique, leur connaissance des différents terroirs et faire leurs débuts devant un public. À la suite du Covid, il est opéré une fusion du Bagad et du Bagadig. 
L'orchestre traditionnel interprétait principalement, et ce jusqu'en 2018, les suites de danses de Haute-Bretagne pour le Cercle, le Cerclig et le Cercle enfants sur scène. Aujourd'hui, les musiciens de l'orchestre occupent une place plus importante dans les spectacles de Quic-en-Groigne et abordent tous les répertoires bretons en proposant une approche à la fois respectueuse de la tradition et moderne dans ses arrangements. On y trouve des instruments tels que la clarinette, le saxophone, le Clavier (instrument), la Batterie (instrument), la Guitare basse et le Chant.

### La danse

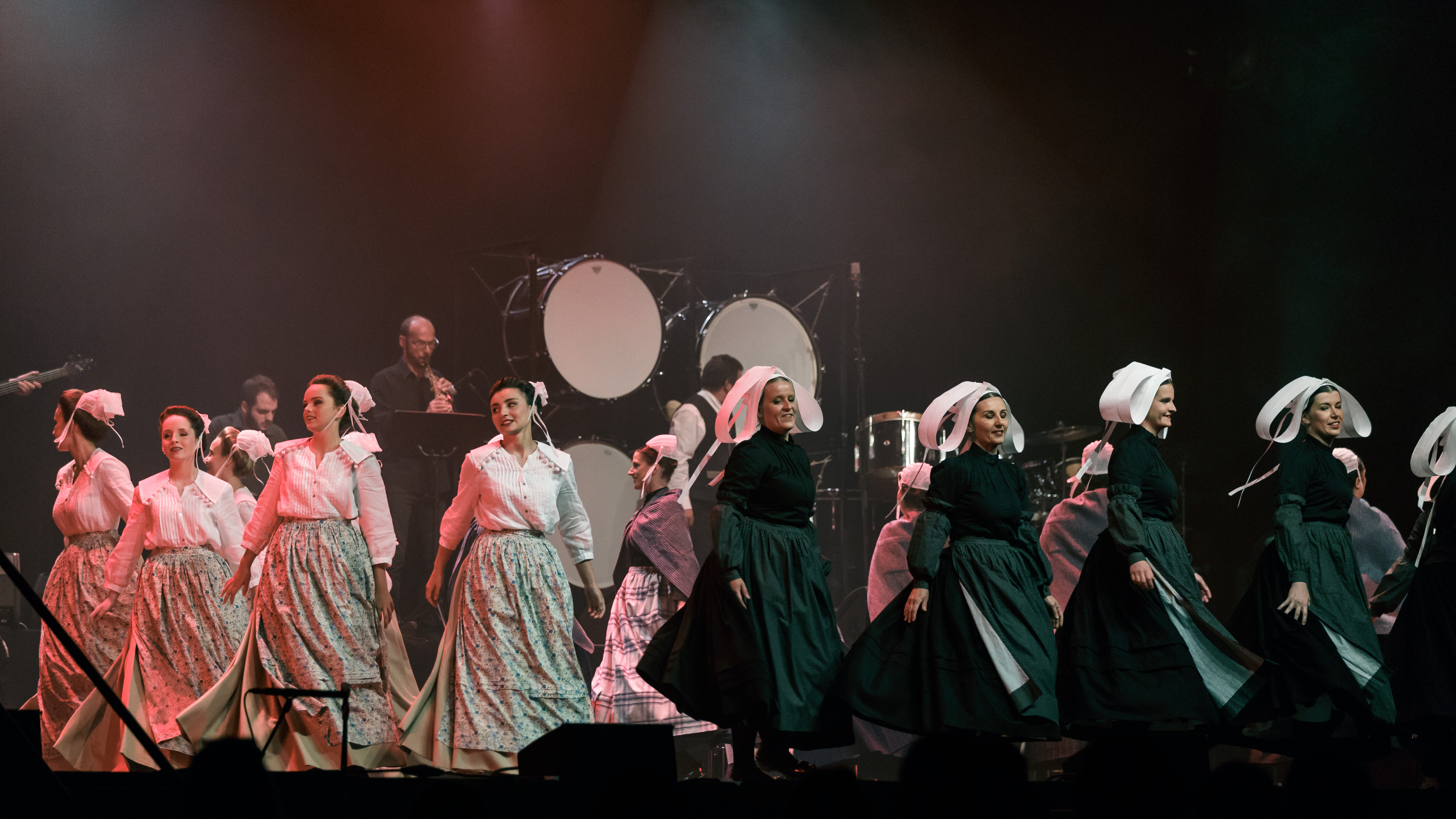
Le Cercle au Kement Tu 2017 à Quimper

Le Cercle celtique Quic en Groigne, composé d'une quarantaine de danseuses et danseurs, présente à travers ses spectacles des danses de Basse-Bretagne et de Haute-Bretagne, mises en scène et chorégraphiées. Classé en première catégorie (1+) de la fédération de danse Kenleur depuis 1991, le cercle malouin a été pour la première fois champion de Bretagne en 2004, un titre également décroché en 2005, 2006, 2008, 2009, 2010, 2011 et enfin de nouveau en 2019. Lors du tout premier Championnat de Bretagne organisé par Kenleur en 2022, les Malouins ont décroché le titre de Vice-Champion de Bretagne. Les danseuses et danseurs se produisent chaque année sur scène ou en défilé dans de nombreuses fêtes et festivals en Bretagne, comme lors du Festival interceltique de Lorient ou encore le Festival des Filets bleus de Concarneau où ils ont remporté le Prix coup de cœur Défilé en 2019 et le Prix Défilé en 2022.
Le Cerclig est la section de formation pour les danseuses et danseurs qui, tout en continuant à apprendre et progresser, souhaitent aussi porter le costume, faire de la scène et participer aux défilés. C'est la porte d'entrée directe vers le Cercle pour celles et ceux qui le souhaitent.
Les Ateliers Danse Loisirs permettent aux débutants de découvrir les danses traditionnelles bretonnes et aux plus aguerris de se perfectionner dans tous les terroirs existants. C'est également une porte d'entrée vers le cerclig puis le cercle celtique pour les plus passionnés.
Le Cercle enfants accueille les plus jeunes pour leur faire découvrir la danse bretonne. Les jeunes danseuses et danseurs se produisent également sur scène, ont aussi leurs propres costumes et participent à des concours.

### La couture
Fin 2007, le groupe a créé un atelier de couture qui compte une dizaine de bénévoles. Cette section gère l'achat des tissus et du matériel de confection puis s'occupe de la réalisation complète des costumes pour les danseuses et danseurs du cercle. Une section broderie a également été mise en place pour réaliser toutes les coiffes.

## Productions artistiques

### Les costumes traditionnels

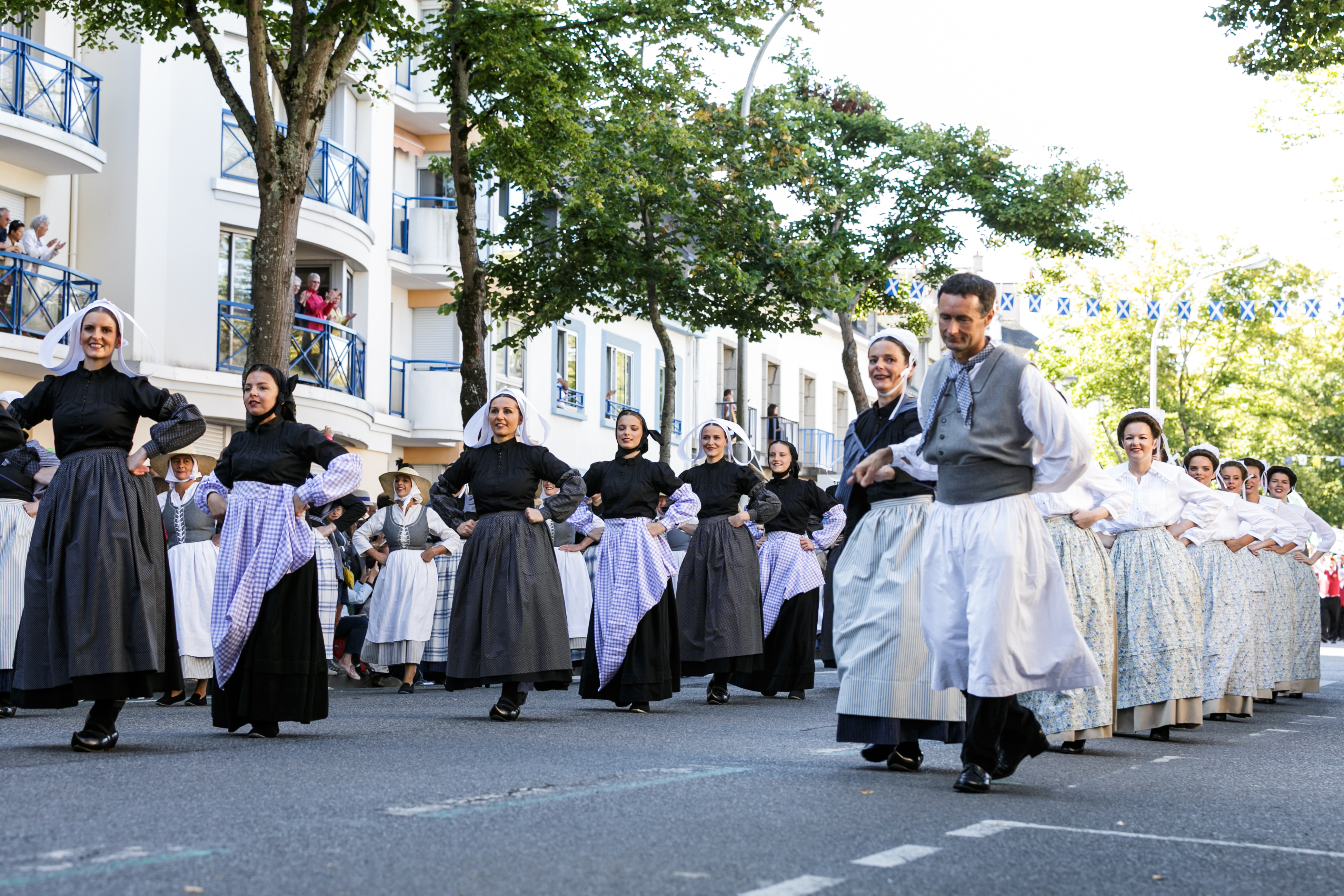
Quic en Groigne à la Grande Parade 2017 du Festival interceltique de Lorient

Comme dans tous les groupes bretons, les membres du cercle Quic en Groigne se présentent au public, sur scène ou en défilé, revêtus des costumes traditionnels de leur terroir. La ville même de Saint-Malo ayant très tôt été influencée par la mode des grandes villes, il ne reste que peu de traces des costumes d'autrefois. C'est pourquoi les danseuses et danseurs du groupe sont allés chercher leur inspiration dans les communes avoisinantes et les villages de bord de Rance du Pays de Saint-Malo.
Les danseuses portent des modes de costume des communes du Pays de Saint-Malo : Paramé, Saint-Suliac, Pleudihen-sur-Rance, Cancale ou encore Dol-de-Bretagne. Leurs tenues bourgeoises ou de riches paysannes se caractérisent par des châles en cachemire ou en velours bordé de dentelle. Les coiffes, typiques du pays de Saint-Malo, sont montées sur des bonnets à godrons. Les modes bourgeoises ou de ville sont agrémentées de ceintures dont les boucles sont souvent soigneusement ouvragées, ainsi que de sautoirs et de broches. Les danseuses portent également des modes dites de travail (pêcheuses ou paysannes).
Les garçons quant à eux portent trois modes : le costume corporatif des gabariers de la Rance (composé d'une chemise blanche, d'un gilet, d'un foulard de cou, d'une ceinture en tissu épais et d'un pantalon de velours noir couvert par de larges braies blanches), le costume d'armateur de Saint-Malo (composé lui d'un pantalon de toile blanc, d'un gilet de soie, d'une chemise à col relevé, d'un foulard de cou, d'une redingote noire et d'un chapeau haut-de-forme) et le costume de ville classique (costume trois-pièces porté seul ou sous une blouse de travail accompagnée soit du port d'un canotier, d'un chapeau de ville ou d'une casquette ancienne).

### Spectacles et participations

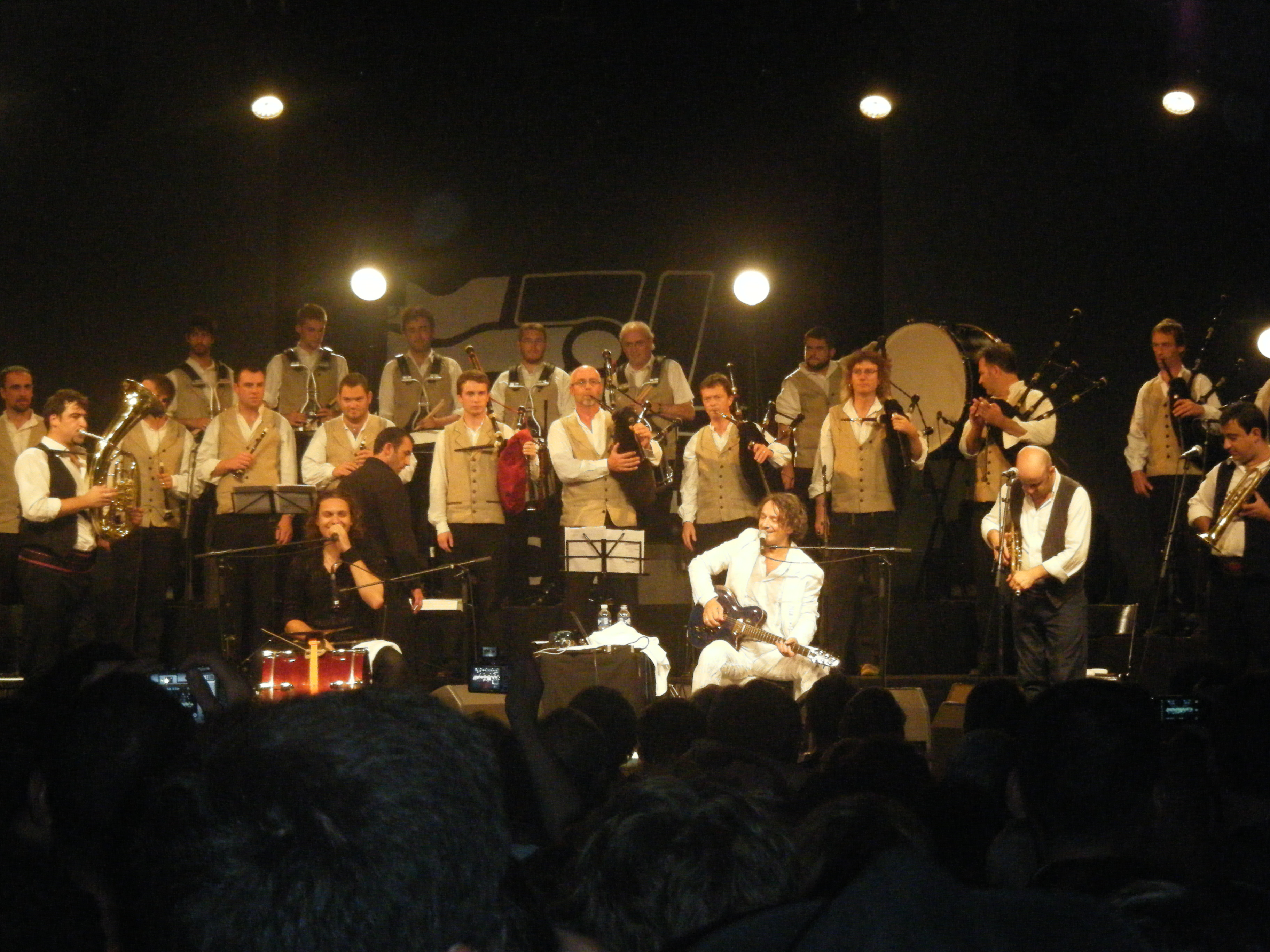
Le groupe en concert avec Goran Bregovic lors du festival interceltique de Lorient 2009.

Au-delà de la collaboration des musiciens avec le spectacle de la danse vivante, Quic-en-Groigne c'est aussi des rencontres avec des musiciens issus d'autres univers (clarinettistes, percussionnistes, ensemble de cuivres). Le bagad malouin s'est produit plusieurs fois sur scène en compagnie d'autres formations musicales ou artistes tels que Goran Bregovic, Alan Stivell, l'Orchestre de Chartres-de-Bretagne, le groupe de punk breton Les Ramoneurs de menhirs, le Field Marshal Montgomery Pipe Band  ou la Cobla de Perpignan (un orchestre catalan).
Les membres du cercle participent en septembre 2007 au défilé sur les Champs-Élysées retransmis en direct à la télévision lors de la Breizh Touch, événement célébrant la Bretagne pendant une semaine à Paris. En 2008, l'ensemble Quic en Groigne rejoint le groupe de musique bretonne La Godinette, aux côtés de Jean Baron et Christian Anneix, sur leur spectacle Le Canal de Nantes à Brest afin d'en présenter une nouvelle version avec le bagad en accompagnement musical et les danseuses et danseurs du cercle sur scène.

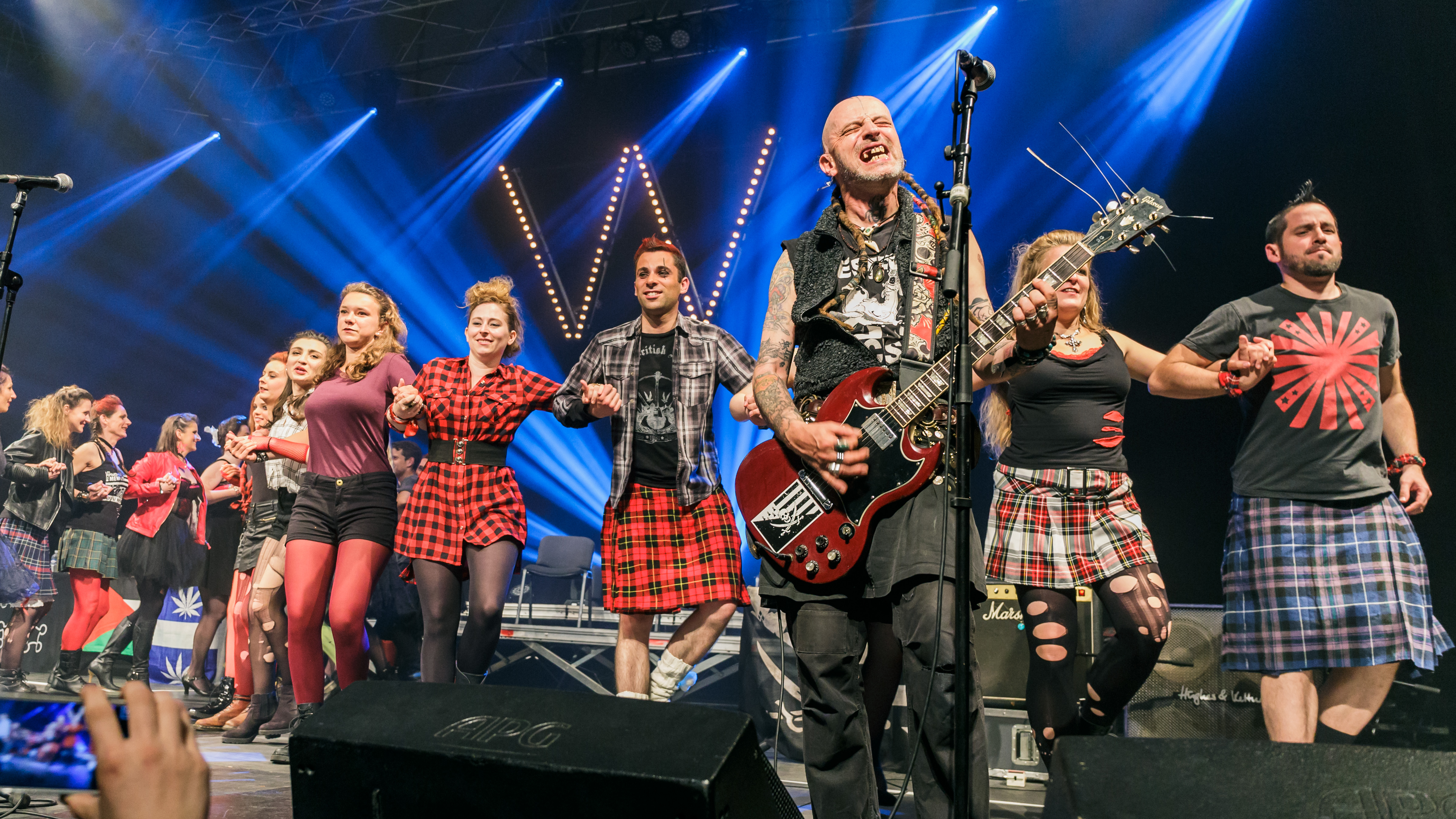
Les danseurs avec Les Ramoneurs de menhirs pour les 50 ans de War'l Leur en 2017.

En 2011, le groupe malouin fêta son 60e anniversaire. À cette occasion, le bagad et le cercle, accompagnés de musiciens invités, ont créé un nouveau spectacle intitulé Terre-Neuve nous appelle présenté dès la première année de tournée à Saint-Malo, Lorient, Guérande et Rennes. En 2012, le 16 février, le bagad malouin accompagne sur la scène de l'Olympia de Paris l'artiste breton Alan Stivell pour fêter les 40 ans de son mythique concert joué dans la même salle en 1972. Sont également présents parmi les invités à cette représentation unique le guitariste Dan Ar Braz, le violoniste René Werneer, le guitariste Pat O'May et la chanteuse Nolwenn Leroy.
Depuis 2009, les danseurs du cercle Malouin accompagnent occasionnellement sur scène le groupe punk breton Les Ramoneurs de menhirs en proposant des chorégraphies mêlant les formes traditionnelles des danses et des parties créatives aux accents rock et décalés. Lors de ces prestations, les danseurs portent alternativement des modes de costumes traditionnelles, des costumes de création ainsi que des costumes inspirés par l'univers punk. Ils participent notamment ensemble au fest-noz Yaouank en 2009 et 2017, au concert exceptionnel des 10 ans du groupe punk à La Gacilly en 2016, ainsi qu'au grand Fest-noz des 50 ans de la confédération War'l Leur en 2017.
En avril 2017, les membres du cercle Malouin ont participé à Quimper au grand spectacle de rue Trañs Breizh Express créé pour les 50 ans de la Confédération War'l Leur. Cette création inédite, rassemblant plus de 500 participant(e)s a été mise en scène, chorégraphiée et dirigée par le malouin Karl Blanchet, danseur & chorégraphe au Cercle Quic en Groigne de Saint-Malo depuis le début des années 2000.
Fin 2018, le bagad et le cercle de Saint-Malo ont participé aux nombreuses animations de la Route du Rhum 2018, notamment dans le village éphémère situé sur le port, aux écluses et dans plusieurs bars et brasseries.
En mai 2019, une deuxième édition totalement inédite du Trañs Breizh Express a de nouveau réuni l'ensemble des cercles War'l Leur, dont celui de Saint-Malo : le Trañs Breizh Express #2 a ainsi été présenté en mai à Quimper pour la Fête de la Bretagne 2019 puis en juin à Saint-Quay-Portrieux.
En novembre 2019, l'association Skeudenn Bro Roazhon commande au chorégraphe malouin Karl Blanchet, membre du Cercle de Saint-Malo, une création autour de la danse bretonne pour l'ouverture du Festival Yaouank. Ainsi naîtra Kandañsia qui réunira 20 danseuses et danseurs de Quic en Groigne et 2 invités ! Cette création originale a été présentée le Mercredi 6 Novembre Place de la Mairie à Rennes après la cérémonie officielle d'inauguration puis lors du grand Fest Noz de clôture du Festival Yaouank 2019 le Samedi 23 Novembre au milieu du parquet de danse devant plusieurs milliers de danseuses et danseurs ! Le spectacle était présenté sur une bande-son composé du titre "An Distro" de l'album collectif Kan ar Bed & "Portrait" de l'album enregistré par Hamon Martin & l'Orchestre Symphonique de Bretagne.
En 2022, le Cercle et le Bagad de Saint-Malo collaborent avec le groupe de Fest-noz Kendirvi pour créer un spectacle de rue inédit baptisé JIPSIAN et placé sous la direction artistique du chorégraphe Karl Blanchet. Mêlant les traditions bretonnes, galiciennes et balkaniques, cette création inédite embarque le public à la découverte d'un peuple nomade imaginaire vivant entre les péninsules de Bretagne et de Galice ! Après avoir été présenté à Saint-Malo, Quimper, Lorient, au Fort de Saint-Père, à Bécherel et à Nantes, JIPSIAN est sacré Meilleur Spectacle de Rue lors de la finale du Championnat de Bretagne 2022 au Festival de la Saint-Loup de Guingamp. Le Cercle de Saint-Malo sera également sacré vice-champion de Bretagne cette même année sous la bannière de Kenleur.
En février 2023, le Cercle de Saint-Malo participe à l'enregistrement de la 2ème édition de l'émission de télévision "Quelle sera la meilleure danse folklorique de France ?", succédant ainsi aux Eostiged ar Stangala de Quimper en tant que représentant de la Bretagne à ce Grand Concours des Régions organisé par la chaine France 3 et présenté par Cyril Féraud. Les Malouins feront monter la Bretagne sur le podium en décrochant la 3ème place lors de la finale, juste derrière la Provence (2ème) & Tahiti (1er).

### Discographie

#### Participations
- Compilations des différents championnats de bagadoù.
- DVD des Kement Tu Quimper (catégorie 1+) édités par War'l Leur.
- 2003 et 2008 : Bagadoù L'anthologie, vol. 1 et 2 (Coop Breizh).
- 2013 : 40th Anniversary Olympia 2012 - Alan Stivell (Mercury Records)